# Zlatni trokut
Zlatni trokut je regija na tromeđi Laosa, Tajlanda i Mianmara, gdje se proizvodi opijum, a u zadnje vrijeme i 700 milijuna tableta ya-be godišnje. Isto tako i mak (Papaver somniferum) se prerađuje u heroin. Značaj Zlatnog trokuta kao isporučitelja heroina za svjetsko tržište je u zadnje vrijeme opao zbog povećane proizvodnje u Afganistanu.
Zemljopisno gledana regija Zlatnog trokuta se nalazi na ušću rijeke Ruak u Mekong.

## Pojam
Zlatni trokut je sinonim za proizvodnju opijuma i heroina kao i za trgovinu drogama u južnoj Aziji. Ovaj pojam potječe iz 1971. godine, jer geometrijski oblik ovog područja podsjeća na trokut, dok pojam zlatni dolazi vjerojatno zato što je kineskim trgovcima plaćano opijumom. 
Zlatni polumjesec s centrom u Afganistanu je centralno azijski pandan Zlatnom trokutu i trenutno najvažnija oblast za proizvodnju opijuma.

## Položaj
Položaj i veličina Zlatnog trokuta se opisuje različito, prvenstveno gdje se nalazi, pošto se ne mogu dati neke određene granice gdje se mak uzgaja.
Ipak zajedničko mišljenje je da se srce ove oblasti nalazi na tromeđi Tajlanda, Mijanmara i Laosa.
Dok tajlandska turistička industrija položaj Zlatnog trokuta svrstava na ušću rijeke Mae Sai (Ruak) u Mekong kod sela Sop Ruak, prema drugim izvorima je ova oblast puno veća i obuhvata osim sjevernog Tajlanda i istočnog Mijanmara također i južno kineske granične oblasti s Mijanmarom kao i provincije u Laosu (Xishuangbannai i  Yunnan ) ali i oblasti Sjevernog Vijetnama. Poklapa se uglavnom s područjem gdje su nastanjeni brđani u Južnoj Aziji (fra. Montagnards).

## Uzgoj maka za opijum
Uzgoj mapa za opijum u Zlatnom trokutu povezuje se s naseljavanjem različitih etničkih skupina iz Kine. Brđani koji žive u ovoj oblasti imaju dugu tradiciju uzgoja maka za opijum. I danas se mogu naći ljudi koji puše opijum kao dio njihove društvene tradicije. Kod Hmonga je opijum još uvijek sredstvo trgovine, u početku samo za kinesko tržište ali kasnije su robu prodavali i francuskim kolonijalistima u Indokini.
Poslije pobjede komunizma pod Mao Zedongom brojni Kinezi su preko Kuomintanga dolazili u susjedne granične države, između ostalih jedna cijela pukovnija je bila stacionirana u tajlandsko-burmanskoj graničnoj oblasti kod današnjeg mjesta Mae Salong, i tada dolazi do pojačane trgovine opijumom kao izvorom prihoda.
Uloga Južne Azije u proizvodnji opijuma porasla je nakon što je zabranjen uzgoj maka u Kini i Iranu 1950-ih godina.
Zlatni trokut je svoju zloglasnu reputaciju kao proizvođač heroina i opijuma stekao tijekom Vijetnamskog rata, s jedne strane kao dio tržišta za proizvodnju lijekova a s druge strane novcem zarađenim trgovinom narkoticima CIA je financirala svoje saveznike, npr. Hmong armiju u Laosu. Proizvodnja droge je bila u stalnom porastu do kraja 1980-ih zbog povećane potražnje na Zapadu.
Vlade zemalja oko Zlatnog trokuta pokušavaju na različite načine i različitom jačinom riješiti problem uzgoja maka za opijum. U Tajlandu je proizvodnja maka zabranjena. Tajlandska vlada pokušava kroz razne poticaje za uzgoj kave i čaja dati šansu osobama koje žive u ovom području da egzistencionalno opstanu ali i kroz turizam koji je postao jako bitan izvor prihoda (npr. planinarenje, trgovina umjetninama).
Osim toga sjever Tajlanda je danas bolje povezan cestovnim i zračnim prometom tako da tajlandska armija ima bolju kontrolu nad ovom oblasti.
U puno siromašnijem Laosu mogu se češće susresti lokalne osobe koje puše opijum. I Laos pokušava oživjeti turizam što mu djelomično i uspjeva (npr.  Luang Prabang).
U hotelima, restoranima, trekking i turističkim organizacijama stranci nalaze informacije kako se ophoditi s lokalnim stanovništvom i da ni u kom slučaju ne puše opijum.
Ovi pokušaji smanjenja proizvodnje opijuma u Tajlandu i Laosu rezultirali su da je Mijanmar najveći proizvođač opijuma u Zlatnom trokutu.

## Vanjske poveznice
- Droge u Aziji  Arhivirana inačica izvorne stranice od 2. travnja 2019. (Wayback Machine)
- Povijest Hmonga u Laosu (engleski)  Arhivirana inačica izvorne stranice od 6. studenoga 2004. (Wayback Machine)